# Utanacris flavifrons
Utanacris flavifrons är en insektsart som beskrevs av Miller, N.C.E. 1934. Utanacris flavifrons ingår i släktet Utanacris och familjen gräshoppor. Inga underarter finns listade i Catalogue of Life.